# Назаровка (приток Большой Юксы)
Назаровка — река в Томской области России, левый приток Большой Юксы. Устье реки находится в 55 км от устья по левому берегу Большой Юксы. Протяжённость реки 33 км.

## Данные водного реестра
По данным государственного водного реестра России относится к Верхнеобскому бассейновому округу, водохозяйственный участок реки — Чулым от водомерного поста села Зырянское до устья, речной подбассейн реки — Чулым. Речной бассейн реки — (Верхняя) Обь до впадения Иртыша.
Код водного объекта — 13010400312115200021865.